# Mirafra
Mirafra é um género de cotovia da família Alaudidae.

## Espécies
Este género contém as seguintes espécies:
- Mirafra passerina
- Mirafra pulpa
- Mirafra cordofanica
- Mirafra williamsi
- Mirafra javanica
- Mirafra cheniana
- Mirafra albicauda